# Mapania aturensis
Mapania aturensis är en halvgräsart som beskrevs av David Alan Simpson. Mapania aturensis ingår i släktet Mapania och familjen halvgräs. Inga underarter finns listade i Catalogue of Life.